# Herwig Wolfram
Herwig Wolfram (Vienna, 14 febbraio 1934) è uno storico austriaco, docente presso l'università di Vienna.

## Biografia
Il suo interesse principale è la storia medievale; negli anni sessanta del Novecento ha dato avvio a una corrente della storiografia, capace di rivoluzionare gli studi sulle etnie germaniche. La corrente ha oggi il suo massimo esponente in Walter Pohl (Le origini etniche dell'Europa), suo allievo.
Dal 1983 al 2002 Wolfram ha diretto l'Istituto austriaco di ricerche storiche (Instituts für Österreichische Geschichtsforschung).

## Opere in italiano
- 1985: Storia dei Goti (Geschichte der Goten. Entwurf einer historischen Ethnographie), Editore: Salerno, Collana: Biblioteca storica, Curatore: Cesa M.. ISBN 8885026702
- 2005: I Germani (Die Germanen), Editore: Il Mulino. ISBN 8815098526